# Largo da Mãe do Bispo
O largo da Mãe do Bispo foi um logradouro da cidade do Rio de Janeiro, Brasil. Tratava-se de uma pequena área delimitada pela rua do Barbonos (atual rua Evaristo da Veiga), rua da Guarda Velha (hoje rua Treze de Maio), rua da Ajuda (extinta após a com a abertura da avenida Rio Branco) e pela ladeira do Seminário (também extinta após a derrubada do morro do Castelo). 

## História
A mãe do bispo, sustenta Luís da Câmara Cascudo em seu artigo «Locuções tradicionais» (in Revista Brasileira de Cultura, Ano I, Julho-Setembro de 1999, p. 157) surgiu no Rio de Janeiro na pessoa de D. Ana Teodora Ramos de Mascarenhas Castelo Branco, esposa do tenente-coronel João de Mascarenhas Castelo Branco, governador da fortaleza de São José na ilha das Cobras.
Foram os pais de D. José Joaquim Justiniano Mascarenhas Castelo Branco, nascido em 1731 e morto em 1805, 6º Bispo do Rio de Janeiro em 1775, de quem canta louvores a obra de de Monsenhor Pizarro e Araújo.
Diz Câmara Cascudo que Ana Teodora «mantinha residência de espavento, acolhimento gentil e relações poderosas. Morava no Largo da Ajuda, cognominado Largo da Mãe do Bispo, com larga referência em todos quantos estudaram a segunda capital do Brasil.»
Como o filho foi bispo por mais de 30 anos, a mãe «gozou das atribuições de conselheira privada e suprema nos assuntos alheios à diocese». Queixar-se, ou pedir à mãe do Bispo, seria a solução natural aos incontáveis candidatos de batina e casaco. A imagem ainda hoje é contemporânea e secular, no Rio de Janeiro…